# Place Gastine
La place Gastine est une ancienne voie du 1er arrondissement de Paris, en France. Elle doit son nom à Philippe de Gastine, un négociant huguenot mort pendu et étranglé le 30 juin 1569.

## Situation et accès
Elle était située au coin du no 31, rue Saint-Denis et du no 56 rue des Lombards, appelée Rue de l'Aiguillerie jusqu'en 1877.

## Origine du nom
Au début des guerres de Religion, Philippe de Gastine, un riche marchand qui habite rue Saint-Denis, est condamné ainsi que son fils Richard et son gendre Nicolas Croquet, par le parlement de Paris « pour avoir contrevenu aux Édits du Roy et avoir faict exercice de leur Prétendue Religion ». Par arrêt de la Cour, les 3 hommes sont condamnés à être pendus et étranglés, et il est ordonné « que la maison dudit Gastine, sise en la rue Saint-Denis, seroit abatue & démolie au proffit des quatre Mendians; ce qui fust faict; & en la place de ladite maison, y feroit construire une Croix avec un tableau d'airain, ou la cause de sa mort seroit insérée; le tout principalement parce que l'on avait fait la Céne en laditte maison; & seroit par le mesme Arrest fondée une Messe du St. Sacrement aux despens dudit Gastine, qui se dira tous les ans à certain jour en l'église Sainte-Opportune ». Condamnés à mort le 28 juin 1569, les trois hommes sont exécutés deux jours après en place de Grève, la maison fut rasée et remplacée par un monument expiatoire, appelé l'hérésie huguenote puis la croix de Gastine, qui forma, par la suite, la place Gastine,.

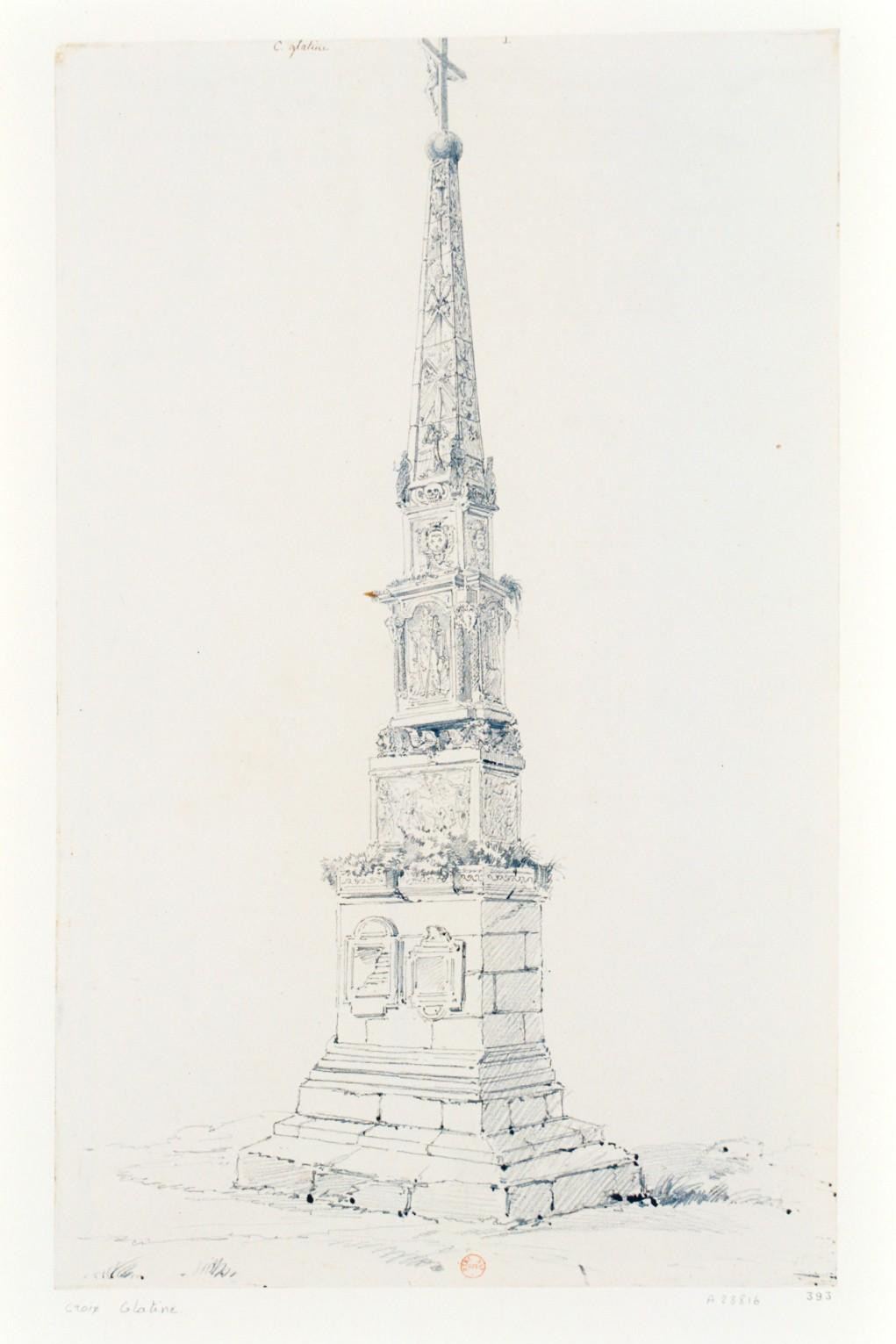
Dessin de la Croix Gastine (Paris) par Charles-Louis Bernier.

Le monument catholique érigé, qui « estoit une haute pyramide de pierre, ayant un crucifix au sommet, dorée et diaprée, avec un récit en lettres d'or, sur le milieu, de ce que dessus, et des vers latins, le tout si confusément et obliquement déduit que plusieurs estimoyent que le composeur de ces vers et inscriptions (on dit que c'estoit Estienne Jodelle, poète français homme, sans religion, et qui n'eut onc autre dieu que le ventre), s'estoit mocqué des catholiques et des huguenots », est transféré, en septembre 1571, par pièces aux cimetière des Innocents. Ce déplacement provoque des émeutes, qui préfigurent le massacre de la Saint-Barthélemy l'été suivant.

## Pour approfondir